# Kummerow (Pomerania Anteriore Settentrionale)
Kummerow è una frazione del comune di Niepars nel Meclemburgo-Pomerania Anteriore, in Germania.
Appartiene al circondario (Kreis) di Pomerania Anteriore-Rügen ed è parte della comunità amministrativa (Amt) di Niepars.